# Северин Ганцарчик
Севери́н Ганца́рчик (пол. Seweryn Gancarczyk; нар. 22 листопада 1981, Дембиця, Польща) — польський футболіст, лівий захисник клубу «Подлесянка» (Катовиці). Виступав за національну збірну Польщі.

## Клубна кар'єра
Футбольну кар'єру розпочав в аматорському клубі «Подкарпацє» (Пустеля), в якому виступав до 1999 року. Потім перейшов до «Гетьмана» (Замостя), який був аутсайдером Екстракляси. У команді провів 40 матчів та відзначився 1 олом за два сезони у Другій лізі.
У 2002 році залишив Замостя та перейшов до українського клубу «Арсенал» (Київ). У складі столичного клубу зіграв 1 матч у Вищій лізі й навесні 2004 року перейшов до луцької «Волині». Потім повернувся в «Арсенал», де до завершення року зіграв 17 матчів у чемпіонаті та відзначився одним голом. Перейшов до «Металіста» на початку 2006 року з київським «Арсеналом». У сезоні 2005/06 років у складі харків'ян зіграв 5 матчів у Вищій лізі. Наступного сезону зіграв 25 матчів, в якій відзначився 3-а голами та 8-а результативними передачами. У сезоні 2006/07 років визнаний найкращим захисником вищого дивізіону чемпіонату України. Взимку 2008 року відправився на перегляд до шотландського «Селтіка», проте під час перебування в команді отримав травму, через що шотландці відмовилися від підписання поляка. Северин змушений був повернутися до Харкова. У сезоні 2009/10 років зіграв 1 матч у Прем'єр-лізі у складі «Металіста».
Влітку 2009 року за 375 тисяч євро перейшов у клуб «Лех» з міста Познані, що виступає у вищій лізі польського чемпіонату. Контракт розрахований на 3 роки. В польській Екстраклясі дебютував 9 серпня 2009 року в переможному (5:0) поєдинку проти «Корони» (Кельці). 15 серпня 2011 року за згодою сторін контракт з «Лехом» було розірвано.
16 лютого 2012 року Ганцарчик підписав контракт з ЛКС (Лодзь). У серпні 2012 року приєднався до «Гурника» (Забже). Улипні 2015 року підписав контракт з клубом «Тихи».
У січні 2018 року підписав контракт з катовицьким «Розвоєм». У команді виступав до літа 2019 року, після чого приєднався до «Подлесянки» (Катовиці)

## Кар'єра в збірній
Під час підготовки до чемпіонату світу 2006 Ґанцарчик дебютував за збірну Польщі — в домашній товариській зустрічі з Литвою 2 травня 2006 р. (0:1). 14 серпня 2009 року в поєдинку кваліфікації чемпіонату світу 2010 року проти Словаччини, проте після невдалої гри на 3-й хвилині зрізав м'ячу ворота власної команди. Був у складі «кадри» на ЧС-2006, але не виходив на поле.

## Особисте життя
У 2008 році одружився з Кароліною Печак. Через декілька місяців у пари народився первісток — Алекс. У травні 2013 року у пари народився другий син — Якуб.

## Статистика виступів

### Клубна
(станом на 20 червня 2016)
| Сезон     | Клуб                | Ліга        | Матчі | Голи |
| --------- | ------------------- | ----------- | ----- | ---- |
| 1999/2000 | «Гетьман» (Замостя) | III ліга    |       |      |
| 2000/2001 | «Гетьман» (Замостя) | II ліга     | 17    | 0    |
| 2001/2002 | «Гетьман» (Замостя) | II ліга     | 9     | 1    |
| 2002/2003 | «Гетьман» (Замостя) | II ліга     | 14    | 0    |
| 2002/2003 | «Арсенал» (Київ)    | Вища ліга   | 1     | 0    |
| 2003/2004 | «Волинь» (Луцьк)    | Вища ліга   | 8     | 0    |
| 2004/2005 | «Волинь» (Луцьк)    | Вища ліга   | 11    | 0    |
| 2004/2005 | «Арсенал» (Київ)    | Вища ліга   | 13    | 0    |
| 2005/2006 | «Арсенал» (Київ)    | Вища ліга   | 4     | 1    |
| 2005/2006 | «Металіст» (Харків) | Вища ліга   | 9     | 1    |
| 2006/2007 | «Металіст» (Харків) | Вища ліга   | 25    | 2    |
| 2007/2008 | «Металіст» (Харків) | Вища ліга   | 27    | 1    |
| 2008/2009 | «Металіст» (Харків) | Вища ліга   | 23    | 2    |
| 2009/2010 | «Металіст» (Харків) | Вища ліга   | 1     | 0    |
| 2009/2010 | «Лех» (Познань)     | Екстракляса | 23    | 0    |
| 2010/2011 | «Лех» (Познань)     | Екстракляса | 6     | 0    |
| 2011/2012 | ЛКС (Лодзь)         | Екстракляса | 6     | 0    |
| 2012/2013 | «Гурник» (Забже)    | Екстракляса | 25    | 0    |
| 2013/2014 | «Гурник» (Забже)    | Екстракляса | 18    | 1    |
| 2014/2015 | «Гурник» (Забже)    | Екстракляса | 19    | 0    |
| 2015/2016 | «Тихи»              | II ліга     | 20    | 0    |

### У збірній
Список матчів та голи Северина Ганцарчика в збірній Польщі (станом на січень 2010):
| Матчі в збірній | Матчі в збірній   | Матчі в збірній | Матчі в збірній   | Матчі в збірній | Матчі в збірній  |
| №               | Дата              | Місце           | Суперник          | Результат       | Змагання         |
| --------------- | ----------------- | --------------- | ----------------- | --------------- | ---------------- |
| 1.              | 2 травня 2006     | Белхатів        | Литва             | 0:1             | Товариський матч |
| 2.              | 14 травня 2006    | Вронки          | Фарерські острови | 4:0             | Товариський матч |
| 3.              | 16 серпня 2006    | Оденсе          | Данія             | 2:0             | Товариський матч |
| 4.              | 9 вересня 2009    | Марибор         | Словенія          | 0:3             | квал. ЧС 2010    |
| 5.              | 10 жовтня 2009    | Прага           | Чехія             | 0:2             | квал. ЧС 2010    |
| 6.              | 14 жовтня 2009    | Хожув           | Словаччина        | 0:1             | квал. ЧС 2010    |
| 7.              | 18 листопада 2009 | Бидгощ          | Канада            | 1:0             | Товариський матч |

## Титули і досягнення
«Металіст» (Харків)
- Вища ліга України
  -  Бронзовий призер (3): 2006/07, 2007/08, 2008/09

«Лех» (Познань)
- Екстракляса
  -  Чемпіон (1): 2009/10